# Národní listy
Die Národní listy (Volksblätter) erschienen von 1861 bis 1941 in Prag und waren die einflussreichste tschechische politische Tageszeitung im Königreich Böhmen in der Zeit der Habsburgermonarchie und der Ersten Tschechoslowakischen Republik. Sie war mit 10.000 Ausgaben täglich eines der auflagenstärksten Blätter ihrer Zeit.

## Geschichte
Das Organ der Nationalpartei Národní strana wurde auf Initiative František Ladislav Riegers 1861 ins Leben gerufen. Erster Herausgeber war Julius Grégr. Bereits drei Jahre später entsagte sich die Partei wegen interner Streitigkeiten der Zeitung, da sich die Redakteure und Verleger nicht nur als Sprachorgan der Liberalen verstanden, sondern eigenständige Pressearbeit verfolgten.
1865 ging die Zeitung Die Stimme (Hlas) in den Národní listy auf und die Zeitung gewann viele tschechische Anhänger der Revolution von 1848.
Der Erfolg der Zeitung beruhte auf ihrer Offenheit, dem Gespür für Stimmungen der Leser und dem Mut, auch Unliebsames anzusprechen. Die Zeitung trat kompromisslos für bürgerliche Rechte und Freiheiten ein, ein Novum in Österreich. Das Blatt druckte wortgetreu Reden tschechischer Politiker im Böhmischen Landtag oder im Wiener Reichsrat ab und unterstützte damit die tschechische Nationalbewegung.
Die Zeitung beschäftigte viele Redakteure, die später zu literarischen Größen mit Zivilcourage wurden. Genannt seien hier als Beispiel Jan Neruda, Vítězslav Hálek, Servác Heller und Josef Barák oder der Komponist und Musikkritiker Bedřich Smetana. Daneben beschäftigte das Blatt Korrespondenten in europäischen Hauptstädten.
1910 übernahm die Prager Aktiendruckerei den Verlag, die Karel Kramář und Alois Rašín leiteten. Nach der Gründung der Tschechoslowakei wurde die Zeitung Organ der Partei Československá národní demokracie (Tschechoslowakische nationale Demokratie). Zu den Abonnenten gehörten überwiegend Intellektuelle wie Anwälte, Ärzte, Bankdirektoren und Industrielle.

## Persönlichkeiten, die für das Blatt gearbeitet haben
- František Albert
- Jakub Arbes
- Josef Barák
- Karel Čapek
- Karel Matěj Čapek-Chod
- Antonín Čížek
- Viktor Dyk
- Gustav Eim
- Josef Emler
- Julius Grégr
- Jaroslav Hašek
- Ignát Herrmann
- Josef Holeček
- Otakar Hostinský
- Milena Jesenská
- Vilém Mrštík
- Jan Neruda
- Bedřich Smetana